# 稔村镇
稔村镇，是中华人民共和国广东省云浮市新兴县下辖的一个乡镇级行政单位。

## 行政区划
稔村镇下辖以下地区：
稔村社区、皮村、坝村、云盏村、布夏村、布辰村、坝塘村、白土村、北降村、高村、芦村、睦党村、双阳村、页村、云礼村和岑村。